# ミラクルひかる
ミラクルひかる（1980年（昭和55年）4月9日 - ）は、日本のものまねタレント、歌手、元美容師。兵庫県豊岡市出身。2009年（平成21年）4月13日よりアヴィラ（アヴィラステージ）所属。以前はジンセイプロに所属していた（現在は業務提携の形で所属）。既婚。1児の母。

## 来歴
兵庫県立豊岡実業高等学校（現・兵庫県立豊岡総合高等学校）、山野美容芸術短期大学卒業。2008年（平成20年）1月23日に、ミニアルバム『Miracle 1』で歌手デビューを果たし、収録曲8曲中、4曲の作詞・作曲は本人が手がけた。
2019年7月11日に放送された『アウト×デラックス』（フジテレビ）の中で、同年4月11日に結婚していたことを発表。相手については言及していない。
2025年4月19日、2年前に出産をしていたことを公表。

## 人物
- 最初に物真似を始めたのは小学3年生の時で、その頃は田原俊彦の物真似などであった[4]。
- 上京したきっかけは（カリスマ）美容師になるためだった。また、その後にエステティシャンをしていたことも明らかにしている。
- 地元関西や地方営業を中心に活動しているが、近年、在京テレビ局などでも出演するなど活動の場所を広げている。
- 新生「豊岡市」合併後初となる2006年（平成18年）1月の成人式で余興を務めた。豊岡市の広報誌『広報とよおか第19号（平成18年1月25日号）』にインタビュー付きで掲載[5]。
- 2006年（平成18年）、母校である豊岡北中学校で「人権教育講演会」と称したライブを開催。校長が在校生に笑うように言ったり、校長室でのメイク、自分の恩師がいたり、自分が通っていたころとは比べ物にならない様なおとなしさに、かなりやりにくかったと語っている。
- 2015年10月24日に公開された映画『ギャラクシー街道』に「田村 梨果」名義で出演[6]。
- 早乙女太一のファンである[7]。
- ロンドンハーツスペシャルにおいて、2010年12月28日放送の「男性芸能人268人がリアルに選んだ付き合いたい女芸人GP」では、6票を獲得して12位タイであった[8][注 2]。
- 趣味：音楽、cafe巡り、旅行、ダイエット
- 特技：歌、指圧、スポーツ、マラソン

### 宇多田ヒカルとの関係
- 自他共に認める宇多田ヒカルの大ファンである。宇多田公認であり、ライブのMCでもミラクルひかるについて言及したことがある。また、宇多田の物真似は高校生の時から始め[注 3]、1枚目のアルバム『First Love』のジャケット写真を見て「似てるかも」と思ったという[4]。
- シングル「Keep Tryin'」のプロモーションビデオに、エキストラとして出演経験の実績がある。
- 初の全国ツアー「UTADA UNITED 2006」のさいたまスーパーアリーナ公演の控え室で宇多田本人と交流。父親の宇多田照實に「あなたは（もう一人の）娘のようなものです」と言われた上、「大ファンです!」とまで言ってもらえたらしい。この時の写真を宇多田が自身のブログ『Message from Utada Hikaru/Utada』にアップしたりしている。
- 2007年（平成19年）2月26日放送の『HEY!HEY!HEY!』で宇多田ヒカルと共演。バックダンサーを従え「traveling」を歌う。宇多田ヒカルに、「ヤァもう何でこんな似てんの。気持ち悪いよォ」、「喋りとか。歌も似てるんだけど、ホラ、どっち喋ってるか分からないでしょ？」と言われた。

## ものまねレパートリー
- AI
- 相川七瀬
- 浅野温子
- 浅野ゆう子
- あべ静江
- 天海祐希
- 和泉雅子
- 岩井志麻子
- UA
- 上野樹里
- 宇多田ヒカル
- 小野リサ
- 越智志帆
- 緒方恵美
- 笠置シヅ子
- 勝間和代
- 加藤ミリヤ
- 華原朋美
- 柿沼しのぶ
- 草間彌生
- 工藤静香
- 黒柳徹子
- 研ナオコ
- 小池百合子
- 倖田來未
- cocomi
- 斉藤由貴
- 坂田佳子
- 坂本冬美
- 篠原涼子
- 清水ミチコ
- JUJU
- 松鶴家千代菊
- 嶋田ちあき
- 杉本彩
- 高橋真麻
- 髙橋真梨子
- 高畑淳子
- 竹内まりや
- 田嶋陽子
- TARAKO
- CHARA
- ちゃんみな
- 戸田恵子
- 中尾ミエ
- 長澤まさみ
- 中島美嘉
- 中島知子
- 中森明菜
- 仲間由紀恵
- 夏木マリ（のコンテンポラリーダンスを踊る時のみ）
- 西田ひかる
- 新田恵利
- 西川貴教
- 長谷川京子
- 浜崎あゆみ
- 濱田マリ
- 林家パー子
- 平野レミ
- 広瀬香美
- hiroko
- 弘田三枝子
- ビリー・アイリッシュ
- 東谷義和（ガーシー）[9]
- 藤原紀香
- BoA
- 保科有里
- 前川陽子
- 松浦亜弥
- 松田聖子
- 松任谷由実
- 松本梨香
- 松山恵子
- 真矢ミキ
- 黛ジュン
- 美空ひばり（子供時代及び晩年時代）
- 三田佳子
- 南野陽子
- 未唯
- 持田香織
- 森泉
- 森高千里
- 山根基世
- 八代亜紀
- 山口淑子（李 香蘭）
- 山下達郎
- YOU
- 蓮舫
- 渡辺真知子
- 青汁の通販番組のおばさん
- 昭和時代の女性アナウンサー

## 出演

### バラエティ番組
- 爆笑そっくりものまね紅白歌合戦スペシャル （フジテレビ）
  - 2005年4月5日 - First Love（ニンテンドーDSのCMの宇多田ヒカル）
  - 2005年9月20日 - Automatic（宇多田ヒカル）
  - 2005年12月27日 - Can You Keep A Secret?（宇多田ヒカル）
  - 2006年4月11日 - SAKURAドロップス（宇多田ヒカル）
  - 2006年10月10日 - traveling（宇多田ヒカル）
  - 2007年1月9日 - セーラー服と機関銃（長澤まさみ）
  - 2007年4月3日 - Flavor Of Life（宇多田ヒカル）
  - 2007年9月25日 - Keep Tryin'（宇多田ヒカル）
  - 2007年12月25日 - Flavor Of Life（宇多田ヒカル）
  - 2008年4月1日 - Yeah! めっちゃホリディ（松浦亜弥）
  - 2008年9月30日 - Prisoner Of Love（宇多田ヒカル）
  - 2008年12月30日 - First Love（宇多田ヒカル）
  - 2009年4月7日 - fragile（Every Little Thing）
  - 2009年9月29日 - Beautiful World（宇多田ヒカル プラグスーツの綾波レイ）、明日がくるなら（JUJU with JAY'ED）
  - 2010年1月5日 - 恋する瞳は美しい（Superfly）
  - 2010年2月19日 - Flavor of Life（宇多田ヒカル）
  - 2010年3月30日 - 気分上々↑↑（mihimaru GT）
  - 2010年10月3日 - ORION（中島美嘉）
  - 2011年1月7日 - ミスター（KARA）、愛のうた（倖田來未）
  - 2011年2月11日 - traveling（宇多田ヒカル）
  - 2011年3月18日 - TOKIO HOT 100（宇多田ヒカル）
  - 2011年5月17日 - Can You Keep A Secret?（宇多田ヒカル）
  - 2011年9月27日 - TOKIO HOT 100（浅野温子）
  - 2011年12月31日 - 冬のオペラグラス（新田恵利）、Bo Peep Bo Peep（T-ARA）
  - 2012年2月24日 - Can You Keep A Secret?（宇多田ヒカル）
  - 2012年3月24日 - ベストヒットUSA（YOU）、sign（JUJU）
  - 2012年9月21日 - 情熱（UA）
  - 2013年2月1日 - さんちゃんの週刊グルメニュース（YOU、平野レミ、長澤まさみ）
  - 2013年4月12日 - Story（AI）
  - 2013年10月29日 - traveling（宇多田ヒカル）、fragile（Every Little Thing）、これが私の生きる道（中島知子）、東京ブギウギ（笠置シヅ子）
  - 2014年4月13日 - おいしい水（小野リサ）
  - 2014年11月4日 - はいからさんが通る（南野陽子）、Let It Go 〜ありのままで〜（ものまねメドレー）
  - 2015年5月8日 - きっと愛がある（西田ひかる）
  - 2015年10月23日 - PLAYBACK、Hot Stuff（JUJU）
  - 2016年5月6日 - 花束を君に（宇多田ヒカル）
  - 2016年9月2日 - 二人の銀座（和泉雅子）、卒業（斉藤由貴）
  - 2017年1月6日 - 冬のオペラグラス（新田恵利）、道（宇多田ヒカル）
  - 2017年6月2日 - 冬のオペラグラス（新田恵利）
  - 2017年9月8日 - くちびるから媚薬（工藤静香）
  - 2018年5月11日 - みんながみんな英雄（AI）、A.S.A.P.（Little Kiss）
  - 2018年9月21日 - 初恋（宇多田ヒカル）
  - 2019年5月17日 - 今夜はブギー・バック（加藤ミリヤ）
- FNSの日（フジテレビ）
  - FNS26時間テレビ 国民的なおもしろさ!史上最大!!真夏のクイズ祭り 26時間ぶっ通しスペシャル（2006年7月15日・7月16日）
  - FNS27時間テレビ 女子力全開2013 乙女の笑顔が明日をつくる!!（2013年8月3日・8月4日）
  - FNS27時間テレビ にほん人は何を食べてきたのか?（2018年9月8日・9月9日）
- 中井正広のブラックバラエティ（日本テレビ） - ロケVTR内の「知ちゃん」として
- トリビアの泉 〜素晴らしきムダ知識〜（フジテレビ、2007年5月12日） - トリビアの影ナレにて
- ちちんぷいぷい（毎日放送） - 「今日のダレ?」のコーナー
- 火曜サプライズ（日本テレビ） - ナレーション
- ものまね王座決定戦（フジテレビ、2012年7月6日・2012年12月28日・2013年12月28日・2014年12月12日・2015年12月11日・2016年11月25日・2017年11月24日・2018年11月30日） - 2012年夏の大会で優勝
- アウト×デラックス（フジテレビ） - レギュラー
- run for money 逃走中（フジテレビ、2011年7月5日）
- ひかる☆ミラクル10日間（BSスカパー!、2013年6月1日 - 6月10日）
- ものまねグランプリ（日本テレビ、2014年12月16日・2015年12月15日）
- オールスター後夜祭（2018年10月7日[10]、TBS）

### ラジオ
- ミラクルひかるのものまねパラダイス （FMジャングル）
- 平井堅のOH! MY RADIO （J-WAVE）
- シャルウィートーク （FMジャングル）
- オードリーのオールナイトニッポン(ニッポン放送)

### WEB
- くるくるミラクル（GyaOジョッキー）
- くるくるミラクリング（GyaOジョッキー）
- 清春『BABYLON CHANNEL』（vol.1：2017年3月28日 - vol.11：2018年1月31日、ニコニコチャンネル）MC

### 映画
- ギャラクシー街道（2015年10月24日公開） - イルマ 役[6]

### 舞台
- 劇団キリン食堂第7回公演 CM TIME II（於:六本木俳優座劇場,2010年6月12日-20日）ヨーコ役

## 作品

### 音楽
- アルバム『Miracle1』（2008年1月23日、インデックスミュージック）

### イメージビデオ
- It's a Miracle! （2010年7月23日、イーネットフロンティア）1st
- ミラクルボディー （2010年10月22日、トリコ イーネットフロンティア）
- swinution （2011年1月22日、イーネットフロンティア）
- ミラクルジュース （2011年4月15日、メディアブランド）